# 유메오카사네테
〈유메오 카사네떼〉(일본어: 夢をかさねて ‘꿈을 모아서’[*])는 대한민국의 3인조 걸 그룹 가수 《S.E.S.》가 일본에서 발매한 2번째 싱글 음반이다. 데뷔 싱글과 마찬가지로 시마노 사토시가 프로듀싱을 맡았고, 다케시 와타루가 뮤직 비디오 감독을 맡았다.

## 설명
- 오리콘 주간차트에서 최고순위 83위, 판매량은 2,470장을 기록했다.
- TBS 《카운트다운 TV》에서 최고 44위를 기록했다.
- 일본 NTV 계열의 음악차트 프로그램 《CD GROOVE XX》에서 2주간 1위를 기록했다.
- 〈堆積夢想〉라는 제목으로 동일한 사양의 싱글이 대만에 발매되었다.

## 트랙 리스트
1. 夢をかさねて
  - 작사: 시마노 사토시 / 작곡: 시마노 사토시 / 편곡: 시마노 사토시
  - 후지 텔레비전 계열의 프로그램《상쾌! 히데타민》엔딩 테마로 1999년 2월 7일부터 3월 28일까지 사용되었다.
  - 가사가 한국어로 번안되어〈꿈을 모아서〉라는 제목으로 한국 4.5집 《Surprise》 3번 트랙에 수록되었다.
2. Little Bird
  - 작사: 모리 히로미 / 작곡: 오구라 료 / 편곡: 도리야마 유지
  - 가사가 한국어로 번안되어 한국 4.5집 《Surprise》 7번 트랙에 수록되었다.
3. 夢をかさねて (Instrumental)
  - 작사: 작사: 시마노 사토시 / 작곡: 시마노 사토시 / 편곡: 시마노 사토시

## 순위
NTV《CD GROOVE XXX》
- 1999/03/06  08위
- 1999/03/13  04위
- 1999/03/20  01위
- 1999/03/27  01위
- 1999/04/03  03위
- 1999/04/10  06위
- 1999/04/17  11위